# Сен-Кантен-Север (кантон)
Сен-Кантен-Север (фр. Saint-Quentin-Nord) — упраздненный кантон во Франции, регион Пикардия. Департамент кантона — Эна. Входил в состав округа Сен-Кантен. Население кантона на 2011 год составляло 24 654 человека.
Код INSEE кантона — 0239. Всего в кантон Сен-Кантен-Север входило 11 коммун, из них главной коммуной являлся Сен-Кантен.

## Коммуны кантона
В состав кантона входили коммуны (население по данным Национального института статистики за 2011 г.):
- Леден — население 847 чел.
- Марси — население 163 чел.
- Моркур — население 602 чел.
- Омисси — население 777 чел.
- Ремокур — население 317 чел.
- Рувруа — население 468 чел.
- Сен-Кантен (частично) — население 19 885 чел.
- Фонсом — население 535 чел.
- Фонтен-Нотр-Дам — население 382 чел.
- Фьёлен — население 279 чел.
- Эссиньи-ле-Пети — население 381 чел.

## Экономика
Структура занятости населения (без учета города Сен-Кантен):
- сельское хозяйство — 6,5 %
- промышленность — 43,4 %
- строительство — 6,2 %
- торговля, транспорт и сфера услуг — 33,7 %
- государственные и муниципальные службы — 10,2 %

## Политика
На президентских выборах 2012 г. жители кантона отдали в 1-м туре 29,0 % голосов Франсуа Олланду против 26,4 % у Николя Саркози и 23,8 % у Марин Ле Пен, во 2-м туре в кантоне победил Олланд, получивший 52,0 % (2007 г. 1 тур: Саркози — 32,0 %, Сеголен Руаяль — 23,7 %; 2 тур: Саркози — 54,3 %). На выборах в Национальное собрание в 2012 г. по 2-му избирательному округу департамента Эна они поддержали кандидата партии Союз за народное движение, действующего депутата и мэра Сен-Кантена Ксавье Бертрана, получившего 40,9 % голосов в 1-м туре и 52,1 % голосов — во 2-м туре.
|  | Кандидат      | Партия                    | % голосов |
|  | ------------- | ------------------------- | --------- |
|  | Жером Лаврийё | Союз за народное движение | 58,33     |
|  | Эдди Томбуа   | Национальный фронт        | 41,67     |

|  | Кандидат        | Партия                    | % голосов |
|  | --------------- | ------------------------- | --------- |
|  | Жером Лаврийё   | Союз за народное движение | 43,88     |
|  | Эммануэль Муссе | Социалистическая партия   | 40,14     |
|  | Пьер Отье       | Национальный фронт        | 15,97     |